# 弗涅德
弗涅德，是匈牙利绍莫吉州所辖的一个村。总面积5.73平方公里，总人口67，人口密度11.7人/平方公里（2011年1月1日）。